# Schlepperwerk Nordhausen

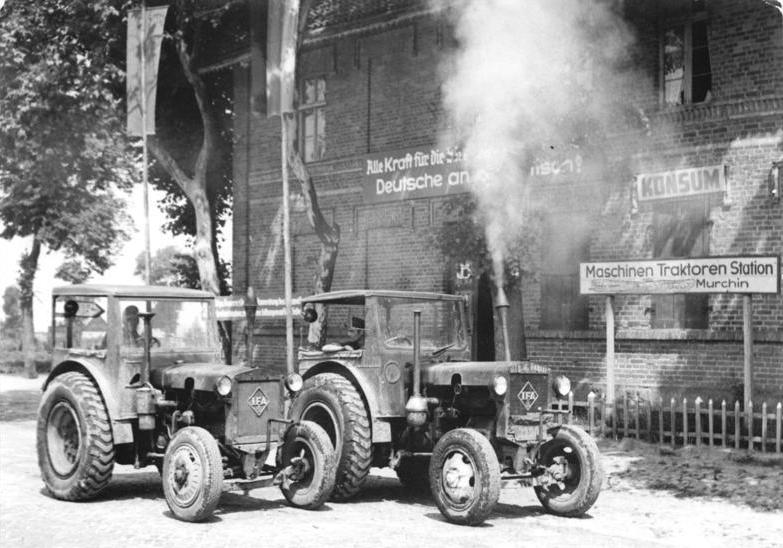
Zwei RS01 in einer Maschinen-Traktoren-Station (MTS)

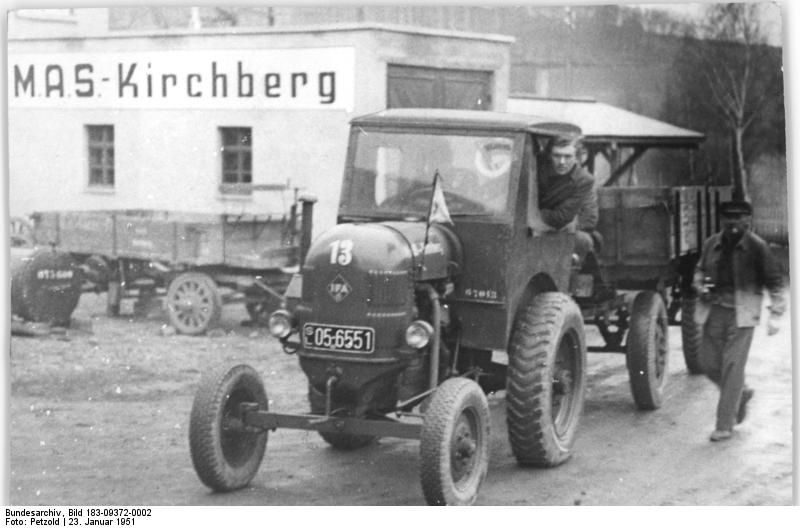
RS02 „Brockenhexe“ auf einer Maschinen-Ausleih-Station (MAS)

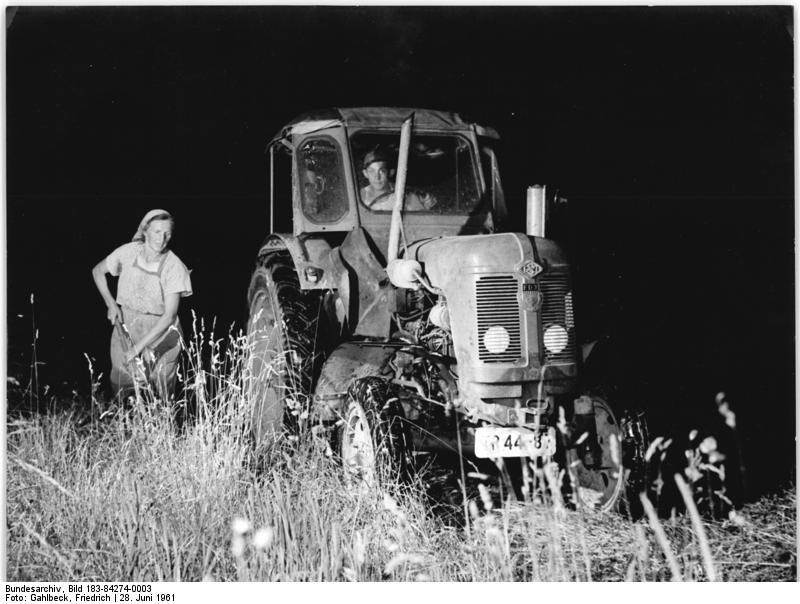
RS14 bei der Nachtarbeit

Der Volkseigene Betrieb VEB Schlepperwerk Nordhausen war ein Traktorenhersteller in der DDR. Nach der Beendigung der Traktorenproduktion firmierte das Unternehmen als VEB Motorenwerk Nordhausen und war größter Motorenhersteller in der DDR.

## Lage
Das Werksgelände, von dem noch einige Gebäude existieren, lag zwischen dem westlichen Stadtrand von Nordhausen und dem Stadtteil Salza. Der Fluss Salza berührt die westliche Werksgrenze.

## Geschichte
Das Unternehmen wurde 1948 gegründet und im gleichen Jahr Bestandteil der IFA Vereinigung Volkseigener Fahrzeugbau. Es entstand aus Resten der demontierten und zerstörten Maschinenbau & Bahnbedarfs AG. Zweiter Traktorenbauer in Nordhausen war die Nordhäuser Maschinenbau AG (Normag). Beide waren traditionsreiche Unternehmen auf dem Gebiet des Verbrennungsmotoren- bzw. Traktorenbaus. Die Fertigung des ersten neu entwickelten Traktors begann 1949.
1956 wurde das Unternehmen zusammen mit den anderen Traktorenwerken in der DDR der Industrieverwaltung Landmaschinenbau zugeordnet. Anfang der 1960er Jahre wurde eine Profilierung dieser Traktorenwerke auf Endfertigung (Traktorenwerk Schönebeck), Motorenfertigung (Schlepperwerk Nordhausen) und Getriebefertigung (Brandenburger Traktorenwerke) eingeleitet. Diese Profilierung wurde jedoch nicht für den Traktorenbau, sondern für den Fahrzeugbau wirksam, dem die Traktorenwerke ab 1964 wieder zugeordnet waren. Der Traktorenbau in der DDR war in der Folgezeit auf das Traktorenwerk Schönebeck beschränkt. Das Unternehmen in Nordhausen firmierte ab diesem Zeitpunkt als VEB Motorenwerk Nordhausen, das Ende der 1980er Jahre etwa 4300 Beschäftigte hatte und im Zeitraum 1965 bis 1990 etwas mehr als 1.000.000 Dieselmotoren für LKW, Traktoren und selbstfahrende Arbeitsmaschinen produzierte. Es wurde nach 1990 liquidiert.
1985 wurde der im Motorenwerk Nordhausen entwickelte Motor MN 106 in einem IFA W50 getestet, wobei es sich um die weltweit erste Versuchsfahrt eines Kraftfahrzeugs mit Common-Rail-Einspritzung handelte. Aufgrund finanzieller Engpässe konnte die Entwicklung jedoch nicht weiter verfolgt werden.
Der Film Probleme am laufenden Band von Karlheinz Mund von 1989 wurde im Werk gedreht.

### Erzeugnisse
- Traktor RS02 (Brockenhexe) mit 22 PS, bestehend aus Nachbauten von Vorkriegsentwicklungen für Motor und Getriebe (1949 bis 1952)
- Produktion des Traktors RS01/40 (Pionier) mit 40 PS, eine Entwicklung der Famo-Werke Breslau (1950 bis 1956). Eine Weiterentwicklung dieses Traktors mit der Typenbezeichnung RS 01/40-II (Typ Harz) wurde 1957 und 1958 produziert.
- Produktion des im Traktorenwerk Schönebeck entwickelten Traktors RS04/30 mit 30 PS (1953 bis 1956)
- Weiterentwicklung des RS04/30 zum RS14/30 (Famulus) mit 30 PS und wasser- und luftgekühlten Motorvarianten (1956 bis 1961)
- Weiterentwicklung des RS14/30 zum RS14/36 (Famulus) mit 36 PS und wasser- und luftgekühlten Motorvarianten (1960 bis 1964)
- RS14/46 mit stark verändertem Motor von 46 PS (1960 bis 1963)
- RT315 und RT325 als Weiterentwicklung der RS14-Baureihe (1964 und 1965)
- Im Rahmen der Konsumgüterproduktion wurden auch verschiedene Konsumwaren wie Wäschetrockner, Handwagen, Fahrräder (Marke IFA Touring[2]) und anderes mehr hergestellt.
- Diverse Dieselmotoren, der bekannteste ist der 4 VD 14,5/12-1 SRW

## Heute

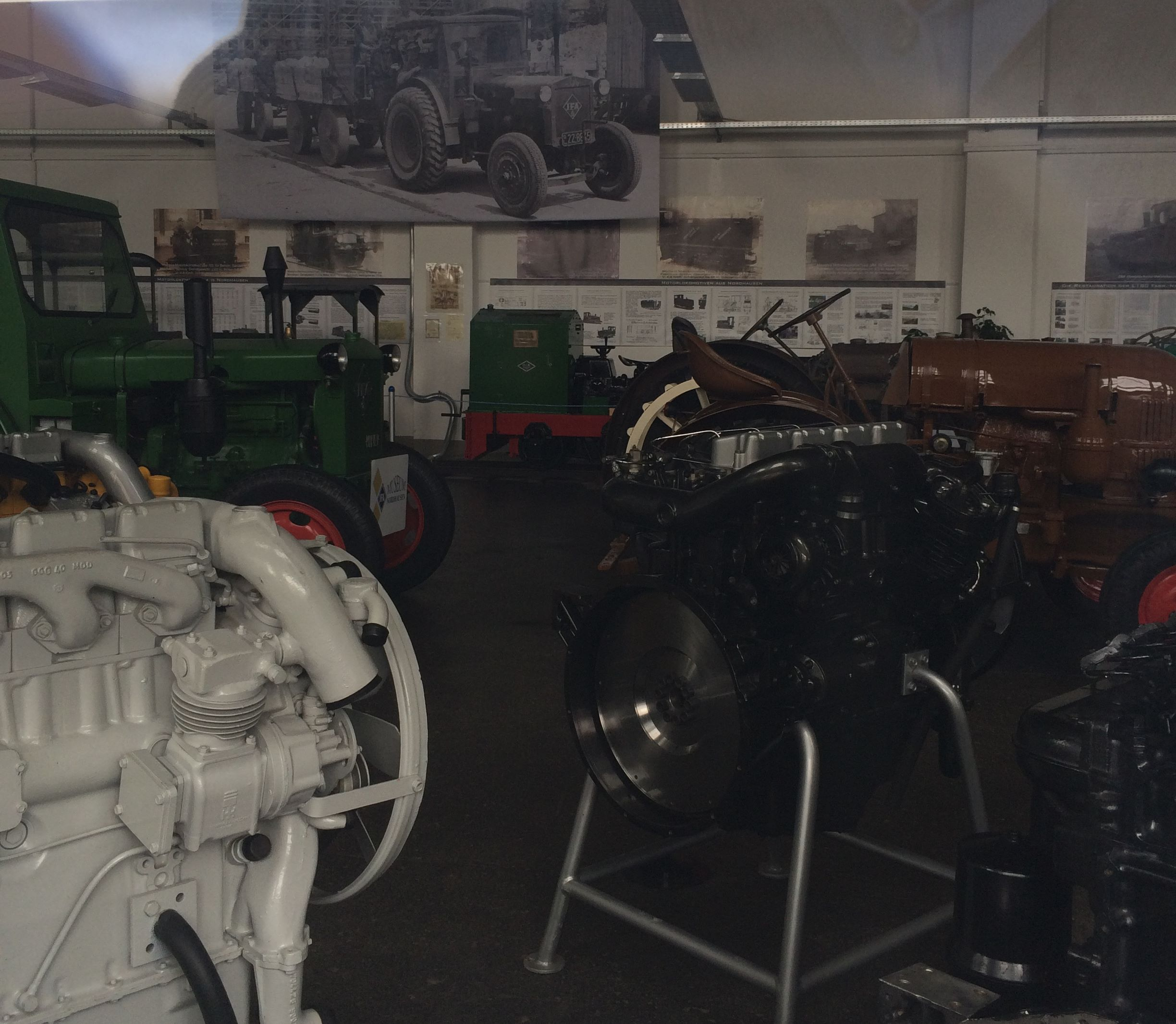
Traktoren, Motoren und Feldbahnloks im IFA-Museum Nordhausen

Im heutigen IFA-Industriepark sind 49 Unternehmen ansässig, die etwa 1160 Mitarbeiter beschäftigen. Das IFA-Museum Nordhausen zeigt viele Exponate aus der fast 90-jährigen Geschichte des Werks.